# Setecentos
Setecentos (700) é o numeral que vem depois do 699 e que vem antes do 701.

## Propriedades matemáticas
- É formado por 7 centenas.
- O numeral romano é DCC.

## Outras propriedades e citações
- O rei Salomão tinha 700 esposas e 300 concubinas.[1]
- Ao contrário do que as versões modernas da história contam,[carece de fontes?] os 300 de Esparta não estavam sozinhos: com eles havia milhares de outros gregos.[2] Para o ataque final, porém, permaneceram apenas os espartanos, os tebanos (mantidos como reféns por Leônidas) e os téspios,[3] em número de setecentos.[2] Todos os téspios morreram, lutando junto dos lacedemônios.[4]